# Virneburg
Virneburg (autrefois Virnebourg ou Virnenbourg en français) est une municipalité du Verbandsgemeinde Vordereifel, dans l'arrondissement de Mayen-Coblence, en Rhénanie-Palatinat, dans l'ouest de l'Allemagne.
Le village est l'ancienne capitale du comté de Virnebourg (nl).